# Palmers Papageischnäbler
Palmers Papageischnäbler (Rhodacanthis palmeri), manchmal auch als Großer Koafink bezeichnet, ist eine ausgestorbene Singvogelart aus der Unterfamilie der Kleidervögel. Er war im Kona-Distrikt auf der hawaiischen Hauptinsel Big Island endemisch. Das Artepitheton ehrt Henry C. Palmer, einen Vogelsammler, der im Auftrag von Walter Rothschild arbeitete und 1894 in Australien ermordet wurde.

## Merkmale
Mit 23 Zentimetern war Palmers Papageischnäbler die größte Art der Kleidervögel. Charakteristisch war der kernbeisserähnliche Schnabel, dessen First eine Länge von 17 bis 21 mm aufwies. Die Flügellänge betrug 92 bis 110 mm, die Schwanzlänge 55 bis 72 mm und die Lauflänge 24 mm. Beim Männchen waren Kopf und Kehle tief scharlachrot, manchmal jedoch mehr gelblich. Der Oberkopf hatte einen goldenen Schimmer, der jedoch bald nach dem Tod des Vogels verblich. Die Oberbrust war stumpf rötlich-orange, der Bauch war stumpf orange-gelb und die Unterschwanzdecken hellgelb. Der Rücken war grünlich olivbraun, der Bürzel war orange verwaschen. Die Außenfahnen der Federn hatten gelbliche Säume. Die Achselfedern und die Unterflügeldecken waren grauoliv mit einer orangen Verwaschung. Der Schnabel war blaugrau, Beine und Füße waren schwarz. Beim Weibchen war die Oberseite oliv bräunlichgrün. Die Stirn war gelblich. Bürzel und Oberschwanzdecken waren gelblich grün. Brust und Bauchmitte waren weiß mit einer grünlichen Verwaschung.

## Verbreitung und Lebensraum
Ursprünglich bewohnte Palmers Papageischnäbler alle halbtrockenen Koa-Akazienwälder auf der Hauptinsel Hawaiʻi. Herzstück des ursprünglichen Lebensraums war der Koa-Akazien-Gürtel zwischen 900 und 1200 m nördlich und südlich vom Krater des Puʻu Lehua. Weitere Vorkommen wurden am windwärts gerichteten Hang des Mauna Kea und am Mauna Loa im Hawaiʻi-Volcanoes-Nationalpark beobachtet.

## Aussterben
Palmers Papageischnäbler wurden 1891 von George Campbell Munro und Henry C. Palmer entdeckt. 1896 wurde die Art zuletzt durch Robert Cyril Layton Perkins nachgewiesen. 1906 blieb eine Suche durch Henry W. Henshaw ergebnislos, aber 1937 will der Ornithologe Walter R. Donagho nochmal ein Exemplar im Kona-Distrikt gehört haben, was jedoch unbestätigt blieb. 
Der Rückgang von Palmers Papageischnäbler begann bereits in den 1850er-Jahren als die Koa-Akazien-Wälder oberhalb 1.220 m durch Weideland ersetzt wurden. Das weidende Vieh verhinderte die Regeneration der ursprünglichen Vegetation. Weitere Gründe für das Verschwinden der Art waren die Nachstellung durch Hausratten sowie die Vogelpocken und die Vogelmalaria. 
Heute befinden sich 65 Bälge in den Museumssammlungen.